# Gottfried von Bilstein
Gottfried von Bilstein († 1289) war von 1272 bis 1289 Abt des Klosters Grafschaft.
Gottfried stammte aus dem Haus der Edelherren von Bilstein. Sein Bruder war Johann I., der zeitweise Marschall von Westfalen war.
Vorgänger Gottfrieds im Amt des Abtes von Grafschaft war Widekind von Wittgenstein. Dessen Amtsführung hatte sich negativ auf die finanzielle Situation des Klosters ausgewirkt. Hinzu kam 1272 ein Brand, der die ursprünglichen Klostergebäude fast vollständig vernichtete.
Von Bilstein war zunächst mit dem Wiederaufbau der Anlage beschäftigt. Die Neubauten aus der Zeit Gottfrieds waren architektonisch bescheidene Notbehelfe, die später gänzlich durch andere Bauten ersetzt wurden. Behindert wurde Gottfried beim Neubau vom Vogt des Klosters Adolf von Grafschaft.
Erfolgreich war von Bilstein in Hinblick auf die Sanierung der finanziellen Situation des Klosters. Ihm gelang es die Herren von Padberg auf den Verzicht ihrer Einkünfte eines ihrer Lehen zu Gunsten Grafschafts zu bewegen. Von seinem Bruder Johann I. in dessen Eigenschaft als Stuhlherren gelang es Gottfried den Austausch einiger Freigüter zu erreichen, was sich als Vorteil für das Kloster erwies. Außerdem vermittelte er 1285 eine Einigung bei einem Streit zwischen den Erben von Adolf von Grafschaft und dem Haus Wittgenstein. Auch dies wirkte sich positiv auf die Situation des Klosters aus.